# Reichstagswahlkreis Königreich Württemberg 4

Die Wahlkreisaufteilung des Deutschen Reichs.

Der Reichstagswahlkreis Königreich Württemberg 4 (in der reichsweiten Durchnummerierung auch Reichstagswahlkreis 311; auch Reichstagswahlkreis Böblingen–Leonberg genannt) war der vierte Reichstagswahlkreis für das Königreich Württemberg für die Reichstagswahlen im Deutschen Reich und zum Zollparlament von 1868 bis 1918.

## Wahlkreiszuschnitt 1868
Bei der Zollparlamentswahl 1868 umfasste der Wahlkreis Königreich Württemberg 4 die Oberämter Ulm, Laupheim und Biberach. Dieser Landesteil lag ab 1871 in den Reichstagswahlkreises Königreich Württemberg 10, 11, 12 und 14. Der Wahlkreis für die Oberämter Hall, Backnang, Marbach und Vaihingen trug hingegen 1868 die Nummer Königreich Württemberg 11. Um die räumliche Kontinuität besser abzubilden, zeigt dieser Artikel für die Wahl 1868 daher die Ergebnisse des Wahlkreises Königreich Württemberg 11.

## Wahlkreiszuschnitt ab 1871
Der Wahlkreis umfasste die Oberämter Böblingen, Vaihingen, Leonberg und Maulbronn.
| Jahr | Einwohner |
| ---- | --------- |
| 1890 | 104.942   |
| 1895 | 103.345   |
| 1900 | 104.163   |
| 1905 | 108.069   |
| 1910 | 111.425   |

|      | Landwirtschaft | Industrie und Gewerbe | Handel und Dienstleistungen |
| ---- | -------------- | --------------------- | --------------------------- |
| 1895 | 65,0           | 27,3                  | 7,7                         |
| 1907 | 57,0           | 34,2                  | 8,8                         |

|      | Evangelisch | Katholisch |
| ---- | ----------- | ---------- |
| 1890 | 97,1        | 2,5        |
| 1905 | 95,9        | 3,6        |
| 1910 | 95,8        | 3,5        |

Un Württemberg trat die NLP als Deutsche Partei auf. Die amtliche Statistik führte die Abgeordneten zur Vergleichbarkeit mit den Wahlergebnissen in anderen Teilen Deutschlands als NLP, auch waren die württembergischen Reichstagsabgeordneten Mitglieder der Reichstagsfraktion der NLP. Die Darstellung in diesem Artikel folgt dem. Die Württembergische Zentrumspartei spielte im Wahlkreis aufgrund der protestantischen Prägung keine Rolle.

## Abgeordnete
| Wahl                             | Abgeordneter                     | Partei | Bild |
| -------------------------------- | -------------------------------- | ------ | ---- |
| Zollparlamentswahl 1868 bis 1871 | August Oesterlen                 | DtVP   | 0    |
| Reichstagswahl 1871 bis 1877     | Otto Elben                       | NLP    |      |
| Reichstagswahl 1877 bis 1881     | Otto von Knapp                   | DRP    | 0    |
| Reichstagswahl 1881 bis 1890     | Konstantin Sebastian von Neurath | DRP    | 0    |
| Reichstagswahl 1890 bis 1898     | Friedrich Kercher                | DtVP   | 0    |
| Reichstagswahl 1898 bis 1903     | Friedrich Haußmann               | DtVP   |      |
| Reichstagswahl 1903 bis 1907     | Karl Sperka                      | SPD    | 0    |
| Reichstagswahl 1907 bis 1912     | Jonathan Roth                    | BdL    | 0    |
| Reichstagswahl 1912 bis 1918     | Otto Keinath                     | NLP    |      |

## Wahlen

### 1868
Es fand ein Wahlgang statt. Die Zahl der abgegebenen Stimmen betrug 10.756, 53 Stimmen waren ungültig.
| Kandidat         | Partei | Stimmen | in % | Anmerkungen |
| ---------------- | ------ | ------- | ---- | ----------- |
| August Oesterlen | V      | 9104    | 0    | 0           |

### 1871
Es fand ein Wahlgang statt. 19.873 Männer waren wahlberechtigt. Die Zahl der abgegebenen Stimmen betrug 9306, 85 Stimmen waren ungültig. Die Wahlbeteiligung betrug 47,3 %.
| Kandidat   | Partei   | Stimmen | in % | Anmerkungen |
| ---------- | -------- | ------- | ---- | ----------- |
| Otto Elben | NLP      | 9091    | 0    | 0           |
| 0          | K        | 105     | 0    | 0           |
| 0          | V        | 34      | 0    | 0           |
| 0          | Sonstige | 76      | 0    | 0           |

### 1874
Es fand ein Wahlgang statt. 20.479 Männer waren wahlberechtigt. Die Zahl der abgegebenen Stimmen betrug 8777, 59 Stimmen waren ungültig. Die Wahlbeteiligung betrug 43,1 %.
| Kandidat   | Partei   | Stimmen | in % | Anmerkungen |
| ---------- | -------- | ------- | ---- | ----------- |
| Otto Elben | NLP      | 8708    | 0    | 0           |
| 0          | Sonstige | 69      | 0    | 0           |

### 1877
Es fand ein Wahlgang statt. 21.043 Männer waren wahlberechtigt. Die Zahl der abgegebenen Stimmen betrug 14.858, 39 Stimmen waren ungültig. Die Wahlbeteiligung betrug 70,8 %.
| Kandidat       | Partei   | Stimmen | in % | Anmerkungen |
| -------------- | -------- | ------- | ---- | ----------- |
| Otto von Knapp | DRP      | 10.053  | 0    | 0           |
| Otto Elben     | NLP      | 4605    | 0    | 0           |
| 0              | K        | 99      | 0    | 0           |
| 0              | S        | 70      | 0    | 0           |
| 0              | Sonstige | 31      | 0    | 0           |

### 1878
Es fand ein Wahlgang statt. 21.534 Männer waren wahlberechtigt. Die Zahl der abgegebenen Stimmen betrug 13.420, 46 Stimmen waren ungültig. Die Wahlbeteiligung betrug 62,5 %.
| Kandidat       | Partei   | Stimmen | in % | Anmerkungen |
| -------------- | -------- | ------- | ---- | ----------- |
| Otto von Knapp | DRP      | 10.071  | 0    | 0           |
| Mayer          | V        | 3259    | 0    | 0           |
| Rudolf Probst  | Zentrum  | 99      | 0    | 0           |
| 0              | Sonstige | 23      | 0    | 0           |

### 1881
Es fand ein Wahlgang statt. 21.014 Männer waren wahlberechtigt. Die Zahl der abgegebenen Stimmen betrug 12.793, 48 Stimmen waren ungültig. Die Wahlbeteiligung betrug 61,1 %.
| Kandidat                         | Partei   | Stimmen | in % | Anmerkungen |
| -------------------------------- | -------- | ------- | ---- | ----------- |
| Konstantin Sebastian von Neurath | DRP      | 8782    | 0    | 0           |
| Stotz                            | V        | 3951    | 0    | Postmeister |
| Ludwig Windthorst                | Zentrum  | 42      | 0    | 0           |
| 0                                | Sonstige | 18      | 0    | 0           |

### 1884
Es fand ein Wahlgang statt. 21.070 Männer waren wahlberechtigt. Die Zahl der abgegebenen gültigen Stimmen betrug 11.503, 35 Stimmen waren ungültig. Die Wahlbeteiligung betrug 54,8 %
| Kandidat                         | Partei   | Stimmen | in % | Anmerkungen |
| -------------------------------- | -------- | ------- | ---- | ----------- |
| Konstantin Sebastian von Neurath | DRP      | 7883    | 0    | 0           |
| 0                                | V        | 3422    | 0    | 0           |
| 0                                | Zentrum  | 29      | 0    | 0           |
| 0                                | Sonstige | 12      | 0    | 0           |

### 1887
Es fand ein Wahlgang statt. 21.350 Männer waren wahlberechtigt. Die Zahl der abgegebenen gültigen Stimmen betrug 15.596, 86 Stimmen waren ungültig. Die Wahlbeteiligung betrug 73,5 %
| Kandidat                         | Partei   | Stimmen | in % | Anmerkungen |
| -------------------------------- | -------- | ------- | ---- | ----------- |
| Konstantin Sebastian von Neurath | DRP      | 15.230  | 0    | 0           |
| 0                                | V        | 123     | 0    | 0           |
| 0                                | S        | 101     | 0    | 0           |
| 0                                | S        | 54      | 0    | 0           |
| 0                                | Sonstige | 88      | 0    | 0           |

### 1890
Die Kartellparteien NLP und Konservative unterstützten den nationalliberalen Kandidaten. Es fanden zwei Wahlgänge statt. 21.410 Männer waren wahlberechtigt. 15.191 gültige Stimmen wurden abgegeben, 23 Stimmen waren ungültig. Die Wahlbeteiligung betrug 71,0 %.
| Kandidat                  | Partei   | Stimmen | in %   | Anmerkungen     |
| ------------------------- | -------- | ------- | ------ | --------------- |
| Friedrich Kercher         | DVP      | 7171    | 47,3 % | 0               |
| Karl von Göz              | NLP      | 7261    | 47,9 % | 0               |
| Georg Bronnenmayer        | SPD      | 641     | 4,2 %  | Wirt, Göppingen |
| Johannes Evengelist Göser | Zentrum  | 82      | 0,5 %  | 0               |
|                           | Sonstige | 13      | 0,1 %  | 0               |

Das Zentrum sprach sich vor der Stichwahl für den linksliberalen Kandidaten aus. In der Stichwahl betrug die Zahl der abgegebenen Stimmen 18.335, 30 Stimmen waren ungültig. Die Wahlbeteiligung betrug 85,6 %.
| Kandidat          | Partei | Stimmen | in %   | Anmerkungen |
| ----------------- | ------ | ------- | ------ | ----------- |
| Friedrich Kercher | DVP    | 9311    | 50,9 % | 0           |
| Karl von Göz      | NLP    | 8994    | 49,1 % | 0           |

### 1893
Die Kartellparteien NLP und Konservative unterstützten den konservativen Kandidaten. Es fanden zwei Wahlgänge statt. 21.705 Männer waren wahlberechtigt. 16.565 gültige Stimmen wurden abgegeben, 28 Stimmen waren ungültig. Die Wahlbeteiligung betrug 76,3 %.
| Kandidat                     | Partei   | Stimmen | in %   | Anmerkungen            |
| ---------------------------- | -------- | ------- | ------ | ---------------------- |
| Friedrich Kercher            | DVP      | 8235    | 49,8 % | 0                      |
| Friedrich Christian Schrempf | K        | 6414    | 38,8 % | 0                      |
| Theodor von Wächter          | SPD      | 1817    | 11,0 % | 0                      |
| Greter                       | Zentrum  | 61      | 0,4 %  | Landrichter, Heilbronn |
|                              | Sonstige | 10      | 0,0 %  | 0                      |

Das Zentrum sowie die Sozialdemokraten sprach sich vor der Stichwahl für den linksliberalen Kandidaten aus. In der Stichwahl betrug die Zahl der abgegebenen Stimmen 16.915, 31 Stimmen waren ungültig. Die Wahlbeteiligung betrug 77,9 %.
| Kandidat                     | Partei | Stimmen | in %   | Anmerkungen |
| ---------------------------- | ------ | ------- | ------ | ----------- |
| Friedrich Kercher            | DVP    | 9988    | 59,2 % | 0           |
| Friedrich Christian Schrempf | K      | 6896    | 40,8 % | 0           |

### 1898
NLP und Konservative sowie der BdL unterstützten den konservativen Kandidaten. Es fanden zwei Wahlgänge statt. 22.389 Männer waren wahlberechtigt. 15.394 gültige Stimmen wurden abgegeben, 38 Stimmen waren ungültig. Die Wahlbeteiligung betrug 68,8 %. 
| Kandidat           | Partei   | Stimmen | in %   | Anmerkungen                |
| ------------------ | -------- | ------- | ------ | -------------------------- |
| Friedrich Haußmann | DVP      | 6552    | 42,7 % | 0                          |
| Heinrich von Kraut | K        | 6115    | 39,8 % | 0                          |
| Gottlieb Proß      | SPD      | 2528    | 16,4 % | Handschuhmacher, Esslingen |
| Adolf Gröber       | Zentrum  | 151     | 1,0 %  | 0                          |
|                    | Sonstige | 10      | 0,0 %  | 0                          |

Das Zentrum rief in der Stichwahl zur Enthaltung auf. In der Stichwahl betrug die Zahl der abgegebenen Stimmen 16.278, 49 Stimmen waren ungültig. Die Wahlbeteiligung betrug 72,7 %.
| Kandidat           | Partei | Stimmen | in %   | Anmerkungen |
| ------------------ | ------ | ------- | ------ | ----------- |
| Friedrich Haußmann | DVP    | 9460    | 58,3 % | 0           |
| Heinrich von Kraut | K      | 6115    | 39,8 % | 0           |

### 1903
Der BdL stellte zunächst Graf Leutrum als Kandidaten auf, fand dabei aber keine Unterstützung der NLP. Nachdem stattdessen der Schultheiß Reichert nominiert wurde, verzichtete die NLP auf eine Sonderkandidatur. Es fanden zwei Wahlgänge statt. 23.712 Männer waren wahlberechtigt. 17.141 gültige Stimmen wurden abgegeben, 45 Stimmen waren ungültig. Die Wahlbeteiligung betrug 72,3 %.
| Kandidat           | Partei   | Stimmen | in %   | Anmerkungen |
| ------------------ | -------- | ------- | ------ | ----------- |
| Friedrich Haußmann | DVP      | 5167    | 30,2 % | 0           |
| Christoph Reichert | K        | 6180    | 36,2 % | 0           |
| Karl Sperka        | SPD      | 5539    | 32,4 % | 0           |
| Adolf Gröber       | Zentrum  | 185     | 1,1 %  | 0           |
|                    | Sonstige | 25      | 0,1 %  | 0           |

Das Zentrum rief in der Stichwahl zur Enthaltung auf. In der Stichwahl betrug die Zahl der abgegebenen Stimmen 18.913, 191 Stimmen waren ungültig. Die Wahlbeteiligung betrug 79,8 %.
| Kandidat           | Partei | Stimmen | in %   | Anmerkungen |
| ------------------ | ------ | ------- | ------ | ----------- |
| Christoph Reichert | K      | 9298    | 49,4 % | 0           |
| Karl Sperka        | SPD    | 9514    | 50,6 % | 0           |

### 1907
Gemäß Vereinbarung auf Landesebene einigten sich NLP, BdL und Konservative auf einen Kandidaten. Es fanden zwei Wahlgänge statt. 23.712 Männer waren wahlberechtigt. 17.141 gültige Stimmen wurden abgegeben, 45 Stimmen waren ungültig. Die Wahlbeteiligung betrug 72,3 %.
| Kandidat      | Partei   | Stimmen | in %   | Anmerkungen          |
| ------------- | -------- | ------- | ------ | -------------------- |
| Jonathan Roth | BdL      | 6965    | 36,5 % | 0                    |
| Leo           | DVP      | 6231    | 32,6 % | Fabrikant, Mühlacker |
| Karl Sperka   | SPD      | 5813    | 30,5 % | 0                    |
| Adolf Gröber  | Zentrum  | 71      | 0,4 %  | 0                    |
|               | Sonstige | 7       | 0,0 %  | 0                    |

Das Zentrum unterstützte Roth, die SPD rief in der Stichwahl zur Enthaltung auf. In der Stichwahl betrug die Zahl der abgegebenen Stimmen 18.913, 191 Stimmen waren ungültig. Die Wahlbeteiligung betrug 79,8 %.
| Kandidat      | Partei | Stimmen | in %   | Anmerkungen |
| ------------- | ------ | ------- | ------ | ----------- |
| Jonathan Roth | BdL    | 8532    | 51,1 % | 0           |
| Leo           | DVP    | 8176    | 48,9 % | 0           |

### 1912
Keinath trat als gesamtliberaler Kandidat an, Roth wurde von Zentrum und Konservativen unterstützt. Es fanden zwei Wahlgänge statt. 25.509 Männer waren wahlberechtigt. 21.553 gültige Stimmen wurden abgegeben, 45 Stimmen waren ungültig. Die Wahlbeteiligung betrug 84,5 %.
| Kandidat      | Partei   | Stimmen | in %   | Anmerkungen |
| ------------- | -------- | ------- | ------ | ----------- |
| Jonathan Roth | BdL      | 5882    | 27,3 % | 0           |
| Otto Keinath  | NLP      | 6657    | 31,0 % | 0           |
| Karl Sperka   | SPD      | 8966    | 41,7 % | 0           |
|               | Sonstige | 3       | 0,0 %  | 0           |

Konservative und BdL unterstützte Roth, das Zentrum rief in der Stichwahl zur Enthaltung auf. In der Stichwahl betrug die Zahl der abgegebenen Stimmen 22.115, 96 Stimmen waren ungültig. Die Wahlbeteiligung betrug 86,7 %.
| Kandidat     | Partei | Stimmen | in %   | Anmerkungen |
| ------------ | ------ | ------- | ------ | ----------- |
| Otto Keinath | NLP    | 11.980  | 54,4 % | 0           |
| Karl Sperka  | SPD    | 10.039  | 45,6 % | 0           |